# Alucita ferruginea
Alucita ferruginea är en fjärilsart som beskrevs av Walsingham 1881. Alucita ferruginea ingår i släktet Alucita och familjen mångfliksmott, (Alucitidae). Inga underarter finns listade i Catalogue of Life.